# Христос Халки
Христо́с Ха́лки (также Христос Халке, греч. Χριστός Χαλκίτης) — иконографический образ Христа, в котором за Его головой изображён крест, а нимб отсутствует.

## Название
Халка — комплекс сооружений парадного вестибюля Большого дворца в Константинополе, начало постройки которого относится к правлению императора Анастасия I (491—518 годы). Будучи разрушенным в ходе восстания Ника в 532 году, он был восстановлен в правление Юстиниана I (527—565 годы). Ворота Халки (греч. Χαλκῆ Πύλη — медные ворота) служили главным входом в императорский дворец, пока не были постепенно разобраны в XII—XIII веках.

## История образа Христа ворот Халки
Учитывая упоминание образа Христа ворот Халки в «Хронографии» Феофана («Жизнеописания византийских царей») и литературном памятнике VIII—IX века Παραστάσεις σύντομοι χρονικαί, его создание относят к VI веку. Древний образ являлся одним из важнейших символов Константинополя.
В 726 году образ был уничтожен по приказу императора Льва III, что ознаменовало начало массового уничтожения икон и фресок в период иконоборчества. По преданию, инокиня Феодосия с другими монахинями, проходя мимо Медных ворот, и увидев, что воины по приказу патриарха Анастасия уничтожают образ Христа…

…побежали к лестнице и опрокинули её на землю; вместе с тем они низвергли и воина того, который, упав с высоты, весьма расшибся. Они же, влача его по земле, били до тех пор, пока он не умер; затем с поспешностью пошли к патриарху Анастасию и начали поносить нечестие его; они укоряли его, как волка, хищника, еретика и врага Церкви Христовой; потом начали метать в него камнями.
— Память святой мученицы Феодосии. Жития святых. Димитрий Ростовский.
Феодосия была схвачена, подвергнута пыткам и приняла мученическую смерть от воина, который «ударил святую <козьим> рогом в горло и проткнул его».
Образ был восстановлен в 786—787 году при императрице Ирине (царствовала в 787—802 годы), но затем вновь уничтожен Львом V Армянином (император в 813—820 годы). При этом образ был заменён рельефным изображением креста. После окончательной победы иконопочитателей в 843 году (Торжество православия) образ Христа Халки был первым восстановлен преподобным Лазарем Иконописцем, который выложил мозаическую икону поверх фигуры креста.
- Большой дворец и Ворота Халки на плане Константинополя
- Торжество православия, икона конца XIV — начала XV в. Слева в нижнем ряду святая преподобномученица Феодосия с иконой Христа Халки[7]

## Иконография
Иконография протографа до конца не определена. Одни исследователи говорят о ростовом изображении Христа, тогда как другие приводят убедительные доводы в пользу оплечной или поясной иконографии. Все воспроизведённые образы типа Христа Халки с крестом вместо нимба являются оплечными либо поясными, в то время как эпитет Χαλκίτης известен только по ростовым изображениям Христа с обычным крещатым нимбом (например, ктиторская фреска Боянского монастыря (1258 год), мозаика монастыря Хора (около 1320 года), монеты Никейской империи (XIII век). Возможно, что причиной иконографического разнообразия является наличие нескольких образов, связанных с константинопольским топонимом Халка.
После победы иконопочитателей образ Христа Халки приобретает большую популярность, что отразилось во многих памятниках IX—X веков.
Как и исходный образ, поздние изображения Христа типа Халки имели охранительную (в том числе градозащитную) семантику и нередко воспроизводились на воротах или в нартексе храма. Ярким примером такого использования образа является центральный медальон Христа в небольшом деисусе мозаики триумфальной арки Софийского собора в Киеве, что очевидно согласуется с градозащитной семантикой образа Оранты («Нерушимая Стена») в алтаре.
На Руси образ будет воспроизводиться до XVI века.
- Христос. Мозаика нартекса церкви Успения в Никее (1065—1067 гг.)
- Спас Ярое око. Греческая школа. Икона из Успенского собора Московского Кремля. 1340-е гг.
- Спас Ярое око. Середина XIV в.